# Steve McCall
Stephen „Steve“ McCall (* 30. September 1933 in Chicago; † 25. Mai 1989 ebenda) war ein US-amerikanischer Schlagzeuger des Creative Jazz.
McCall spielte zunächst Blues und Mainstream Jazz, bevor er 1961 mit Muhal Richard Abrams zu spielen begann. Er gehörte zu den Gründern der Association for the Advancement of Creative Musicians, war Mitglied eines Trios um Fred Anderson und nahm mit Joseph Jarman Song for (1966) auf, den ersten Tonträger der AACM. Wie einige andere AACM-Musiker ging er 1967 nach Paris, wo er bis 1970 blieb, an Dokumentarfilmen beteiligt war und mit dem europäischen Free Jazz eines Gunter Hampel in Berührung kam. Zugleich arbeitete er in den Gruppen von Marion Brown (Gesprächsfetzen), Anthony Braxton und Roscoe Mitchell. In den frühen 1970er gründete er mit Fred Hopkins und Henry Threadgill die Gruppe Air, mit der er zehn Jahre auftrat und zahlreiche Platten vorlegte. Anschließend spielte er mit dem Oktett von David Murray und mit Cecil Taylor.
Im Bereich des Jazz war er laut Tom Lord zwischen 1964 und 1986 an 73 Aufnahmesessions beteiligt, zuletzt in Chicago mit Carle Wooley and The Groove Masters.